# Astroclon
Astroclon är ett släkte av ormstjärnor. Astroclon ingår i familjen medusahuvuden.
Kladogram enligt Catalogue of Life:
| Astroclon | \| \| Astroclon propugnatoris \| \| \| \| \| \| Astroclon suensoni \| \| \| \| |
|           | \| \| Astroclon propugnatoris \| \| \| \| \| \| Astroclon suensoni \| \| \| \| |
|           | Astroclon propugnatoris                                                        |
|           |                                                                                |
|           | Astroclon suensoni                                                             |
|           |                                                                                |